# Октябрьское сельское поселение (Ольховский район)
Октя́брьское се́льское посе́ление — муниципальное образование в составе Ольховского района Волгоградской области.
Административный центр — посёлок Октябрьский.

## История
Октябрьское сельское поселение образовано 24 декабря 2004 года в соответствии с Законом Волгоградской области № 978-ОД.

## Население
| 2010 | 2012 | 2013 | 2014 | 2015 | 2016 | 2017 |
| ---- | ---- | ---- | ---- | ---- | ---- | ---- |
| 751  | ↗763 | ↘752 | ↘746 | ↗780 | ↘738 | ↘726 |
| 2018 | 2019 | 2020 | 2021 |      |      |      |
| ↘708 | ↘688 | ↘677 | ↘665 |      |      |      |

## Состав сельского поселения
| № | Населённый пункт | Тип населённого пункта          | Население |
| - | ---------------- | ------------------------------- | --------- |
| 1 | Октябрьский      | посёлок, административный центр | ↘665      |